# Billie Jean King Cup
Billie Jean King Cup, detta anche BJK Cup,  è il campionato mondiale di tennis femminile a squadre nazionali, omologo della Coppa Davis maschile.
Al pari di quest'ultima, è organizzata dalla Federazione Internazionale Tennis.
Nata nel 1963 come Federation Cup, fu nota dal 1995 al 2019 come Fed Cup e nel 2020 fu ribattezzata in omaggio alla tennista statunitense Billie Jean King.

## Storia
L'idea dell'evento risale al 1919, quando Hazel Hotchkiss Wightman elaborò il concetto di una manifestazione a squadre femminili. Tale proposta fu rifiutata e lei nel 1923 istituì un trofeo da mettersi in palio ogni anno fra Stati Uniti e Gran Bretagna, al tempo le nazioni più forti al mondo.
Nell Hopman, moglie del leggendario capitano australiano Harry Hopman, più tardi riprese l'idea di Mrs Wightman.
Nel 1962 Mary Hardwick Hare presentò un dossier all'ITF, che accettò di organizzare un torneo a squadre da svolgersi ogni anno, nell'arco di una settimana, con sede vacante. L'idea della Wightman di una Davis Cup femminile divenne così realtà. Fu lanciata nel 1963, per celebrare i 50 anni della ITF e venne aperta a tutte le nazioni che volessero prendervi parte.
Dal 1963 fino al 1982, le nazioni maggiormente vittoriose sono state due: gli Stati Uniti, con 11 affermazioni, e l'Australia, con 7 successi. Dal 1983 al 1990, è stata la Rep. Ceca, al tempo Cecoslovacchia, a trionfare più volte. Gli anni che vanno dal '91 al '99 sono segnati da un dominio iberico, con la nazionale spagnola vincitrice in cinque edizioni. Dal 2000 in poi, si segnalano i cinque successi ottenuti dalla Russia e dall'Italia e altre sei affermazioni della Rep. Ceca. La nazionale del Regno Unito, invece, pur avendo raggiunto quattro volte la finale, non è mai riuscita a vincere il torneo.
Nell'edizione iniziale le partecipanti furono 16 e subito vi aderirono le tenniste più importanti. La prima sede fu il Queen's Club, a Londra, e la finale vide sfidarsi Australia e Stati Uniti, con in campo campionesse come Darlene Hard, Billie Jean King, Margaret Smith e Lesley Turner. Gli USA vinsero e tuttora sono la nazione che ha conseguito più vittorie nella competizione, 18, di cui sette consecutive.
Inizialmente non vi erano premi in denaro e le squadre partecipavano a proprie spese. L'avvento di sponsor fece notevolmente lievitare il numero di nazioni in lizza; il primo fu Colgate nel 1976, poi fra il 1981 ed il 1994 fu la volta della NEC. Nel 1994 parteciparono 73 nazioni e venne richiesto che la nazione ospitante quella settimana di gioco avesse uno speciale complesso tennistico per organizzarla.
L'aumento delle adesioni portò alla creazione di competizioni di qualificazione regionali nel 1992 e successivamente, nel 1995, la Federation Cup adottò un nuovo format cambiando nome in Fed Cup. Copiando il successo delle sfide casa-trasferta della Davis Cup, questo venne adottato anche dalle donne nel 1995. Il format dal 1995 è stato più volte aggiustato, introducendo nel 2005 un World Group I ad otto squadre ed un World Group II.
Dall'edizione 2020, il format della competizione è cambiato. La modifica principale riguarda il gruppo mondiale, che si svolge in un'unica sede e in una sola settimana, con dodici squadre divise in quattro gruppi da tre squadre ciascuno, con i vincitori di ciascun gruppo che avanzano alle semifinali. Gli incontri tra le squadre in questa fase presenteranno due partite di singolare e una di doppio. Dal settembre 2020, la competizione cambia anche nome divenendo la Billie Jean King Cup by BNP Paribas, in onore della campionessa statunitense, icona del tennis. Per la prima volta una competizione mondiale a squadre porterà il nome di una donna.

## Descrizione
La principale differenza tra Fed Cup e Coppa Davis consisteva nella durata: la Fed Cup infatti veniva giocata in un breve periodo di tempo (due settimane) mentre la Coppa Davis dura diversi mesi. Solo recentemente il formato della Fed Cup è stato modificato per renderlo simile a quello della Coppa Davis, con una sola differenza: ogni "round" dura due giorni (invece dei tre della Coppa Davis), in cui si giocano i "ties" (singolare tie), ovvero le partite tra due nazioni, formate da due incontri di singolare che si giocano nel primo giorno e due singolari ed un doppio che si giocano nel secondo; a differenza della Coppa Davis, l'incontro di doppio viene giocato come ultimo (diventando quindi il punto decisivo in caso di parità 2-2).
Un'altra differenza rispetto alla Coppa Davis consiste nel numero di squadre che compongono il World Group: 8 invece di 16. La Fed Cup ha dunque un turno in meno rispetto alla Coppa Davis. La squadra che si presenta ad un "tie" è formata da quattro giocatrici; una di esse può essere il capitano, oppure può essere presente un "capitano non giocatore", anche uomo (spesso lo stesso della Coppa Davis), che gestisce le convocazioni.
La prima edizione della Federation Cup si svolse nel 1963, in occasione del 50º anniversario della Federazione Internazionale Tennis, e da allora si svolge a cadenza annuale.
Arantxa Sánchez Vicario, giocatrice spagnola, detiene il record del maggior numero di vittorie (in singolo e in doppio) nella Fed Cup (72) e del maggior numero di anni in cui vi ha giocato (17). Anna Smashnova, giocatrice israeliana, detiene il record del maggior numero di "round" giocati (59).

### Struttura
Esistono tre diverse categorie, poste in ordine gerarchico. Ciò significa che, alla fine della competizione, diverse nazionali vengono promosse o retrocesse nella serie superiore o inferiore, a seconda dei risultati ottenuti. Tali "serie" vengono ufficialmente denominate gruppi (in inglese groups). La massima serie è il World Group, detto anche World Group I (ovvero "raggruppamento mondiale") che consta di 8 squadre: solo i partecipanti a questo raggruppamento possono ambire ad alzare il trofeo. Si giocano partite ad eliminazione diretta, partendo dai quarti di finale, seguendo con le semifinali e concludendo con la finale, la vincitrice della quale sarà campione della Fed Cup.
La categoria immediatamente inferiore è il World Group II ("raggruppamento mondiale II"), anch'esso costituito da 8 squadre. In questo raggruppamento viene disputato però solo un turno: essendo 8 squadre verranno pertanto disputate quattro partite. Le quattro squadre che usciranno vincitrici dagli incontri avranno il diritto a partecipare agli spareggi (playoff) per la promozione nel World Group I e le loro avversarie saranno le 4 squadre che avranno perso i quarti di finale della massima categoria. Cosicché le vincenti di questi spareggi avranno il diritto a partecipare al World Group I l'anno successivo, mentre le perdenti saranno condannate al World Group II. Mentre invece, le quattro squadre che avranno perso il loro incontro durante il World Group II dovranno lottare per non retrocedere in un altro spareggio parallelo che le vedrà impegnate contro le quattro squadre vincitrici della categoria inferiore (le zone regionali).
La terza e ultima categoria riguarda invece le zone regionali; tali zone sono tre e la loro suddivisione è basata su un criterio geografico: Americhe, Asia/Oceania, Europa/Africa. Le prime due constano a loro volta di due sottocategorie, mentre la zona Euro-Africana, a causa del gran numero di nazionali che vi prendono parte, è suddivisa in tre sottocategorie. Solo la vincente della prima categoria di ciascuna zona (2 per la zona Euro-Africana) avrà il diritto a partecipare ai playoffs per la promozione al World Group II.

Le due (o tre, nel caso della zona Euro-Africana) sottocategorie in cui è suddivisa ciascuna zona sono regolate anch'esse dal meccanismo delle promozioni e retrocessioni, con l'unica differenza che si tratta di promozioni e retrocessioni dirette, senza la mediazione di spareggi come invece accade fra World Group I, World Group II e zone regionali.
L'attuale struttura, qui sotto schematizzata, è stata stabilita nel 2005. Il numero delle squadre partecipanti, come è ovvio, può però cambiare di anno in anno a seconda che ciascuna nazionale decida o meno di iscriversi alla competizione. Comunque, tale numero è qui aggiornato in base all'ultima edizione disputata (Fed Cup 2016).
| Livello | Raggruppamenti (Groups) | Raggruppamenti (Groups)                   | Raggruppamenti (Groups)                 |
| 1       | World Group I 8 nazionali | World Group I 8 nazionali                 | World Group I 8 nazionali               |
|         | World Group I Playoff 4 nazionali dal World Group I + 4 nazionali dal World Group II |                                           |                                         |
| 2       | World Group II 8 nazionali | World Group II 8 nazionali                | World Group II 8 nazionali              |
|         | World Group II Playoff 4 nazionali dal World Group II + 2 nazionali dal Group I zona Euro-Africana + 1 nazionale dal Group I zona Americana + 1 nazionale dal Group I zona Asia/Oceania |                                           |                                         |
| 3       | Group I zona Americana 8 nazionali | Group I zona Euro-Africana 15 nazionali   | Group I zona Asia/Oceania 7 nazionali   |
| 4       | Group II zona Americana 11 nazionali | Group II zona Euro-Africana 7 nazionali   | Group II zona Asia/Oceania 15 nazionali |
| 5       | | Group III zona Euro-Africana 16 nazionali |                                         |

## Statistiche

### Vincitrici
- I risultati delle estinte Cecoslovacchia ed Unione Sovietica appartengono rispettivamente alle attuali Repubblica Ceca e Russia.

| Nazione     | Vittorie | Finalista                                                                   |
| ----------- | --- | --------------------------------------------------------------------------- |
| Stati Uniti | 1963, 1966, 1967, 1969, 1976, 1977, 1978, 1979, 1980, 1981, 1982, 1986, 1989, 1990, 1996, 1999, 2000, 2017 (18) | 1964, 1965, 1974, 1985, 1987, 1991, 1994, 1995, 2003, 2009, 2010, 2018 (12) |
| Rep. Ceca   | 1975, 1983, 1984, 1985, 1988, 2011, 2012, 2014, 2015, 2016, 2018 (11)                                           | 1986 (1)                                                                    |
| Australia   | 1964, 1965, 1968, 1970, 1971, 1973, 1974 (7)                                                                    | 1963, 1969, 1975, 1976, 1977, 1978, 1979, 1980, 1984, 1993, 2019, 2022 (12) |
| Russia      | 2004, 2005, 2007, 2008, 2020-21 (5)                                                                             | 1988, 1990, 1999, 2001, 2011, 2013, 2015 (7)                                |
| Spagna      | 1991, 1993, 1994, 1995, 1998 (5)                                                                                | 1989, 1992, 1996, 2000, 2002, 2008 (6)                                      |
| Italia      | 2006, 2009, 2010, 2013, 2024 (5)                                                                                | 2007, 2023 (2)                                                              |
| Francia     | 1997, 2003, 2019 (3)                                                                                            | 2004, 2005, 2016 (3)                                                        |
| Germania    | 1987, 1992 (2)                                                                                                  | 1966, 1970, 1982, 1983, 2014 (5)                                            |
| Svizzera    | 2022 (1) | 1998, 2020-21 (2)                                                           |
| Sudafrica   | 1972 (1) | 1973 (1)                                                                    |
| Belgio      | 2001 (1) | 2006 (1)                                                                    |
| Slovacchia  | 2002 (1) | 2024 (1)                                                                    |
| Canada      | 2023 (1) |                                                                             |
| Regno Unito | | 1967, 1971, 1972, 1981 (4)                                                  |
| Paesi Bassi | | 1968, 1997 (2)                                                              |
| Serbia      | | 2012 (1)                                                                    |
| Bielorussia | | 2017 (1)                                                                    |

Solo 5 nazioni hanno vinto la Billie Jean King Cup e la Coppa Davis nello stesso anno solare:
| Paese       | Vittorie | Anni                                           |
| ----------- | -------- | ---------------------------------------------- |
| Stati Uniti | 7        | 1963 - 1969 - 1978 - 1979 - 1981 - 1982 - 1990 |
| Australia   | 3        | 1964 - 1965 - 1973                             |
| Rep. Ceca   | 1        | 2012                                           |
| Russia      | 1        | 2021                                           |
| Italia      | 1        | 2024                                           |

#### Finali del gruppo mondiale
| Anno | Vincitrice         | Punteggio | Finalista            | Sede            |
| ---- | ------------------ | --------- | -------------------- | --------------- |
| 1963 | Stati Uniti (1)    | 2 — 1     | Australia (1)        | Londra          |
| 1964 | Australia (1)      | 2 — 1     | Stati Uniti (1)      | Filadelfia      |
| 1965 | Australia (2)      | 2 — 1     | Stati Uniti (2)      | Melbourne       |
| 1966 | Stati Uniti (2)    | 3 — 0     | Germania Ovest (1)   | Torino          |
| 1967 | Stati Uniti (3)    | 2 — 0     | Regno Unito (1)      | Berlino         |
| 1968 | Australia (3)      | 3 — 0     | Paesi Bassi (1)      | Parigi          |
| 1969 | Stati Uniti (4)    | 2 — 1     | Australia (2)        | Atene           |
| 1970 | Australia (4)      | 3 — 0     | Germania Ovest (2)   | Friburgo        |
| 1971 | Australia (5)      | 3 — 0     | Regno Unito (2)      | Perth           |
| 1972 | Sudafrica (1)      | 2 — 1     | Regno Unito (3)      | Johannesburg    |
| 1973 | Australia (6)      | 3 — 0     | Sudafrica (1)        | Brandeburgo     |
| 1974 | Australia (7)      | 2 — 1     | Stati Uniti (3)      | Napoli          |
| 1975 | Cecoslovacchia (1) | 3 — 0     | Australia (3)        | Aix-en-Provence |
| 1976 | Stati Uniti (5)    | 2 — 1     | Australia (4)        | Filadelfia      |
| 1977 | Stati Uniti (6)    | 2 — 1     | Australia (5)        | Eastbourne      |
| 1978 | Stati Uniti (7)    | 2 — 1     | Australia (6)        | Melbourne       |
| 1979 | Stati Uniti (8)    | 3 — 0     | Australia (7)        | Madrid          |
| 1980 | Stati Uniti (9)    | 3 — 0     | Australia (8)        | Berlino         |
| 1981 | Stati Uniti (10)   | 3 — 0     | Regno Unito (4)      | Tokyo           |
| 1982 | Stati Uniti (11)   | 3 — 0     | Germania Ovest (3)   | Santa Clara     |
| 1983 | Cecoslovacchia (2) | 2 — 1     | Germania Ovest (4)   | Zurigo          |
| 1984 | Cecoslovacchia (3) | 2 — 1     | Australia (9)        | San Paolo       |
| 1985 | Cecoslovacchia (4) | 2 — 1     | Stati Uniti (4)      | Nagoya          |
| 1986 | Stati Uniti (12)   | 3 — 0     | Cecoslovacchia (1)   | Praga           |
| 1987 | Germania Ovest (1) | 2 — 1     | Stati Uniti (5)      | Vancouver       |
| 1988 | Cecoslovacchia (5) | 2 — 1     | Unione Sovietica (1) | Melbourne       |
| 1989 | Stati Uniti (13)   | 3 — 0     | Spagna (1)           | Tokyo           |
| 1990 | Stati Uniti (14)   | 2 — 1     | Unione Sovietica (2) | Atlanta         |
| 1991 | Spagna (1)         | 2 — 1     | Stati Uniti (6)      | Nottingham      |
| 1992 | Germania (2)       | 2 — 1     | Spagna (2)           | Francoforte     |
| 1993 | Spagna (2)         | 3 — 0     | Australia (10)       | Francoforte     |
| 1994 | Spagna (3)         | 3 — 0     | Stati Uniti (7)      | Francoforte     |
| 1995 | Spagna (4)         | 3 — 2     | Stati Uniti (8)      | Valencia        |
| 1996 | Stati Uniti (15)   | 5 — 0     | Spagna (3)           | Atlantic City   |
| 1997 | Francia (1)        | 4 — 1     | Paesi Bassi (2)      | Den Bosch       |
| 1998 | Spagna (5)         | 3 — 2     | Svizzera (1)         | Ginevra         |
| 1999 | Stati Uniti (16)   | 4 — 1     | Russia (3)           | Stanford        |
| 2000 | Stati Uniti (17)   | 5 — 0     | Spagna (4)           | Las Vegas       |
| 2001 | Belgio (1)         | 2 — 1     | Russia (4)           | Madrid          |
| 2002 | Slovacchia (1)     | 3 — 1     | Spagna (5)           | Gran Canaria    |
| 2003 | Francia (2)        | 4 — 1     | Stati Uniti (9)      | Mosca           |
| 2004 | Russia (1)         | 3 — 2     | Francia (1)          | Mosca           |
| 2005 | Russia (2)         | 3 — 2     | Francia (2)          | Parigi          |
| 2006 | Italia (1)         | 3 — 2     | Belgio (1)           | Charleroi       |
| 2007 | Russia (3)         | 4 — 0     | Italia (1)           | Mosca           |
| 2008 | Russia (4)         | 4 — 0     | Spagna (6)           | Madrid          |
| 2009 | Italia (2)         | 4 — 0     | Stati Uniti (10)     | Reggio Calabria |
| 2010 | Italia (3)         | 3 — 1     | Stati Uniti (11)     | San Diego       |
| 2011 | Rep. Ceca (6)      | 3 — 2     | Russia (5)           | Mosca           |
| 2012 | Rep. Ceca (7)      | 3 — 1     | Serbia (1)           | Praga           |
| 2013 | Italia (4)         | 4 — 0     | Russia (6)           | Cagliari        |
| 2014 | Rep. Ceca (8)      | 3 — 1     | Germania (5)         | Praga           |
| 2015 | Rep. Ceca (9)      | 3 — 2     | Russia (7)           | Praga           |
| 2016 | Rep. Ceca (10)     | 3 — 2     | Francia (3)          | Strasburgo      |
| 2017 | Stati Uniti (18)   | 3 — 2     | Bielorussia (1)      | Minsk           |
| 2018 | Rep. Ceca (11)     | 3 — 0     | Stati Uniti (12)     | Praga           |
| 2019 | Francia (3)        | 3 — 2     | Australia (11)       | Perth           |

#### Finali delle Finals
| Anno    | Vincitrice   | Punteggio | Finalista      | Sede     |
| ------- | ------------ | --------- | -------------- | -------- |
| 2020-21 | Russia (5)   | 2 — 0     | Svizzera (2)   | Praga    |
| 2022    | Svizzera (1) | 2 — 0     | Australia (12) | Glasgow  |
| 2023    | Canada (1)   | 2 — 0     | Italia (2)     | Siviglia |
| 2024    | Italia (5)   | 2 — 0     | Slovacchia (1) | Malaga   |

### Ranking
Aggiornato al 3 dicembre 2024
| Pos. | Nazione     | Punti   | Var.    |
| ---- | ----------- | ------- | ------- |
| 1    | Italia      | 1228,75 | 2       |
| 2    | Canada      | 1066,25 | 1       |
| 3    | Rep. Ceca   | 1028,75 | 1       |
| 4    | Slovacchia  | 1020,00 | 6       |
| 5    | Australia   | 973,75  | 1       |
| 6    | Polonia     | 961,25  | 3       |
| 7    | Regno Unito | 955,00  | 5       |
| 8    | Svizzera    | 940,00  | 1       |
| 9    | Stati Uniti | 935,00  | 4       |
| 10   | Spagna      | 922,50  | 4       |
| 11   | Germania    | 907,50  | 3       |
| 12   | Kazakistan  | 817,50  | 1       |
| 13   | Romania     | 816,25  | 2       |
| 14   | Giappone    | 786,25  | 1       |
| 15   | Francia     | 778,75  | 1       |
| 16   | Slovenia    | 703,75  | Stabile |
| 17   | Paesi Bassi | 703,25  | 4       |
| 18   | Belgio      | 697,50  | 1       |
| 19   | Ucraina     | 687,50  | 1       |
| 20   | Brasile     | 678,75  | 1       |

### Partecipazioni
Sono 59 le nazioni che hanno preso parte alla Fed Cup. In grassetto le partecipanti all'edizione 2017.
- 51: Francia
- 50: Stati Uniti
- 49: Italia
- 46: Germania
- 42: Belgio
- 41: Australia
- 40: Spagna
- 39: Repubblica Ceca
- 37: Svizzera
- 34: Giappone, Paesi Bassi, Russia
- 33: Argentina
- 32: Austria, Canada
- 31: Gran Bretagna
- 29: Svezia
- 26: Danimarca
- 23: Nuova Zelanda
- 22: Indonesia
- 20: Serbia, Sud Africa
- 19: Brasile, Corea del Sud, Israele
- 18: Messico, Ungheria
- 17: Bulgaria, Norvegia
- 16: Cina, Grecia
- 14: Polonia
- 13: Romania
- 12: Irlanda
- 10: Finlandia, Lussemburgo, Slovacchia
- 9: Cile, Cina Taipei
- 8: Croazia, Uruguay
- 6: Filippine, Portogallo
- 5: Colombia, Hong Kong, Perù
- 4: Thailandia
- 3: Paraguay
- 2: Lettonia, Slovenia, Ucraina
- 1: Bielorussia, Ecuador, Egitto, Iran, Malta, Marocco, Repubblica Dominicana, Venezuela

### Record

#### Squadre
- Paese più vittorioso: 18 titoli,  Stati Uniti
- Più vittorie consecutive: 7 titoli,  Stati Uniti (1976-1983)
- Maggior numero di incontri (tie) vinti consecutivamente: 37,  Stati Uniti (dal 1976 al 1983)
- Maggior numero di partite vinte (rubbers) consecutivamente: 64,  Stati Uniti (dal 1976 al 1983)

#### Giocatrici
- Maggior numero di incontri (tie) vinti: 72, Arantxa Sánchez Vicario ( Spagna)
- Maggior numero di vittorie in singolare: 50, Arantxa Sánchez Vicario ( Spagna)
- Maggior numero di vittorie in doppio (di una giocatrice): 38, Larisa Neiland ( Russia/ Lettonia)
- Maggior numero di vittorie in doppio (di una coppia): 18, Conchita Martínez / Arantxa Sánchez Vicario ( Spagna)
- Maggior numero di vittorie consecutive in doppio (di una giocatrice): 18, Roberta Vinci ( Italia)
- Maggior numero di partite giocate (rubbers): 100, Arantxa Sánchez Vicario ( Spagna)
- Maggior numero di incontri giocati (tie): 61, Anna Smashnova ( Israele)
- Maggior numero di finali giocate: 10, Conchita Martínez, Arantxa Sánchez Vicario ( Spagna)
- Miglior serie positiva: 29, Chris Evert ( Stati Uniti, 29 successi consecutivi dal 1977 al 1986)
- Giocatrice più giovane: 12 anni e 360 giorni, Denise Panagopoulou ( Grecia, nel 1977)
- Giocatrice più anziana: 52 anni e 162 giorni, Gill Butterfield ( Regno Unito, 1996)
- Maggior numero di titoli da capitano: 6, Petr Pála ( Rep. Ceca).